# Ґокенін

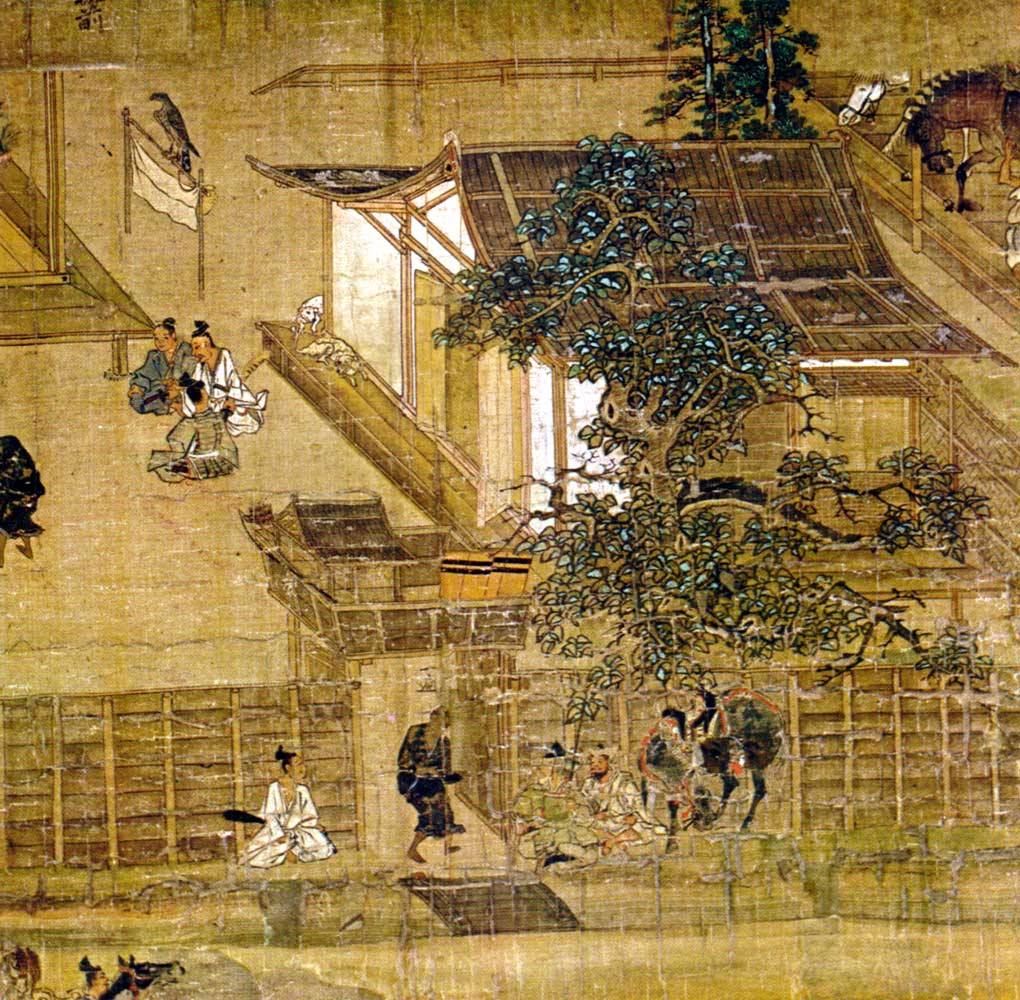
Вхід до садиби ґокеніна у 13 столітті.

Ґокенін (яп. 御家人, ごけにん, «людина знатного дому», «слуга роду») — самурай, який перебуває у прямій васальній залежності від аристократичного роду або сьоґуна у Японії 10 — 19 століть.
Ґокенін — ввічлива форма слова кенін (家人), яким з 10 століття позначали домашніх слуг знатного походження, що прислуговували столичній аристократії або були васалами регіональних самурайських родів. З 11 століття ґокеніни виступали основною бойовою силою цих родів і називалися «молодецькою дружиною» (郎党, рото). Вони мали під своїм командуванням декількох кінних лучників, зазвичай родичів, і піхотинців незнатного походження.
Наприкінці 12 столітті, з постанням Камукурського сьоґунату, ґокеніни становили привілейовану верству вояків, які були безпосередніми васалами сьоґуна. Останній забезпечував їх землею, нагородами і титулами в обмін за вірну військову службу, виконання адміністративної роботи в мирний час та підтримку сьоґунату. Саме ґокеніни називалися «самураями» (侍), а члени їхніх військових підрозділів — «вояками» (武士, бусі). Найвпливовіші з ґокенінів призначалися на посади військових губернаторів сюґо у провінції.
Інститут ґокенінів як основа сьоґунського війська занепав у 15 столітті, у зв'язку з децентралізацією Японії, появою регіональних володарів даймьо та безсиллям сьоґунської адміністрації. Проте на початку 17 століття він був відновлений, але у іншій формі. Протягом період Едо (1603—1867) ґокенінами називали прямих васалів сьоґунів роду Токуґава, які мали дохід менше 10 тисяч коку, і не мали права аудієнції зі своїм паном. Вони перетворилися на дрібну знать, яка виконувала чиновницькі функції у землях, підконтрольних сьоґунату.
Остаточно інститут ґокенінів було ліквідовано в ході Реставрації Мейдзі 1868 року, включно з усіма самурайськими владними інститутами і титулами.